# U-Bahnhof Messehallen

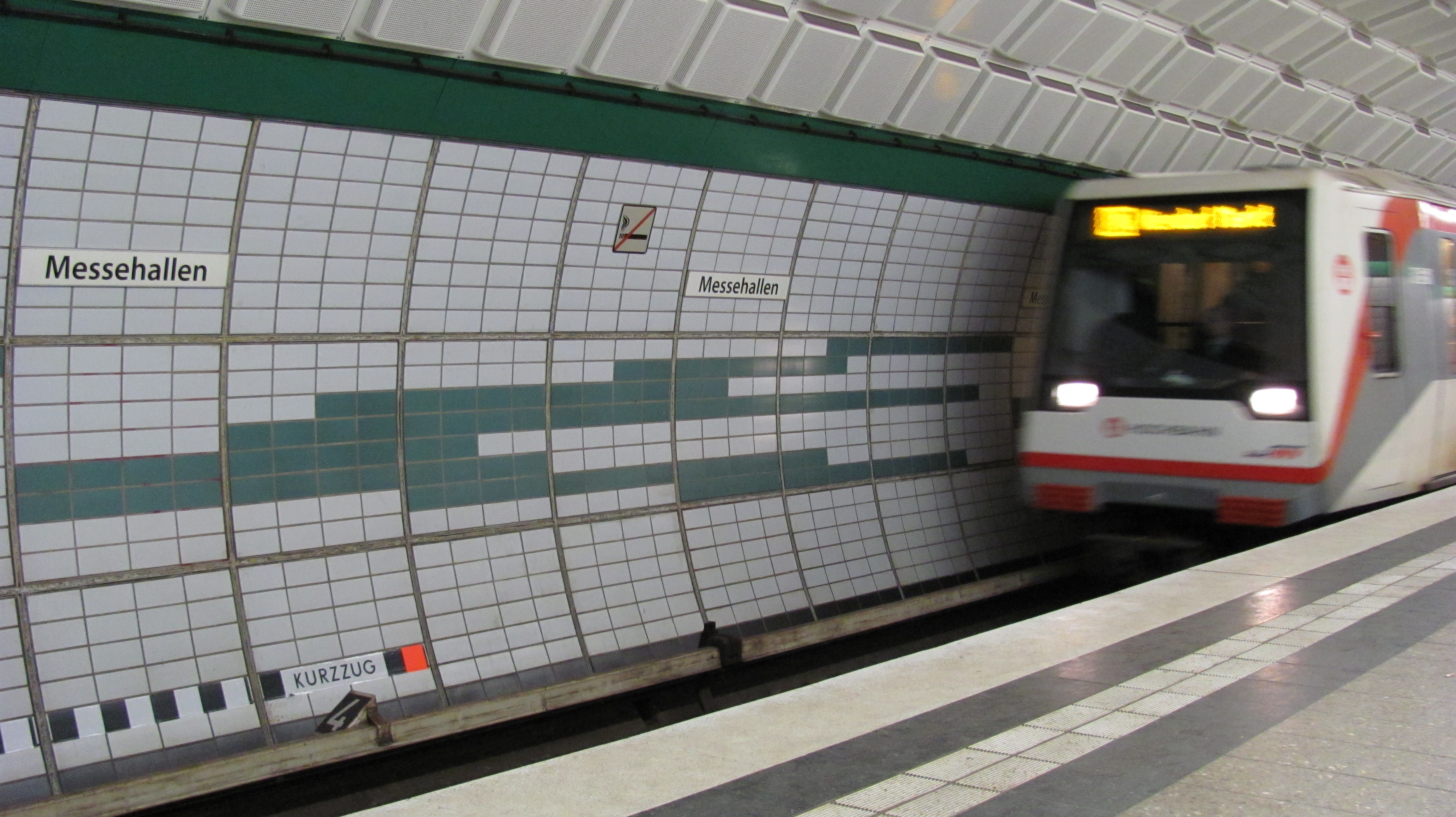
Einfahrender U-Bahnzug in Messehallen

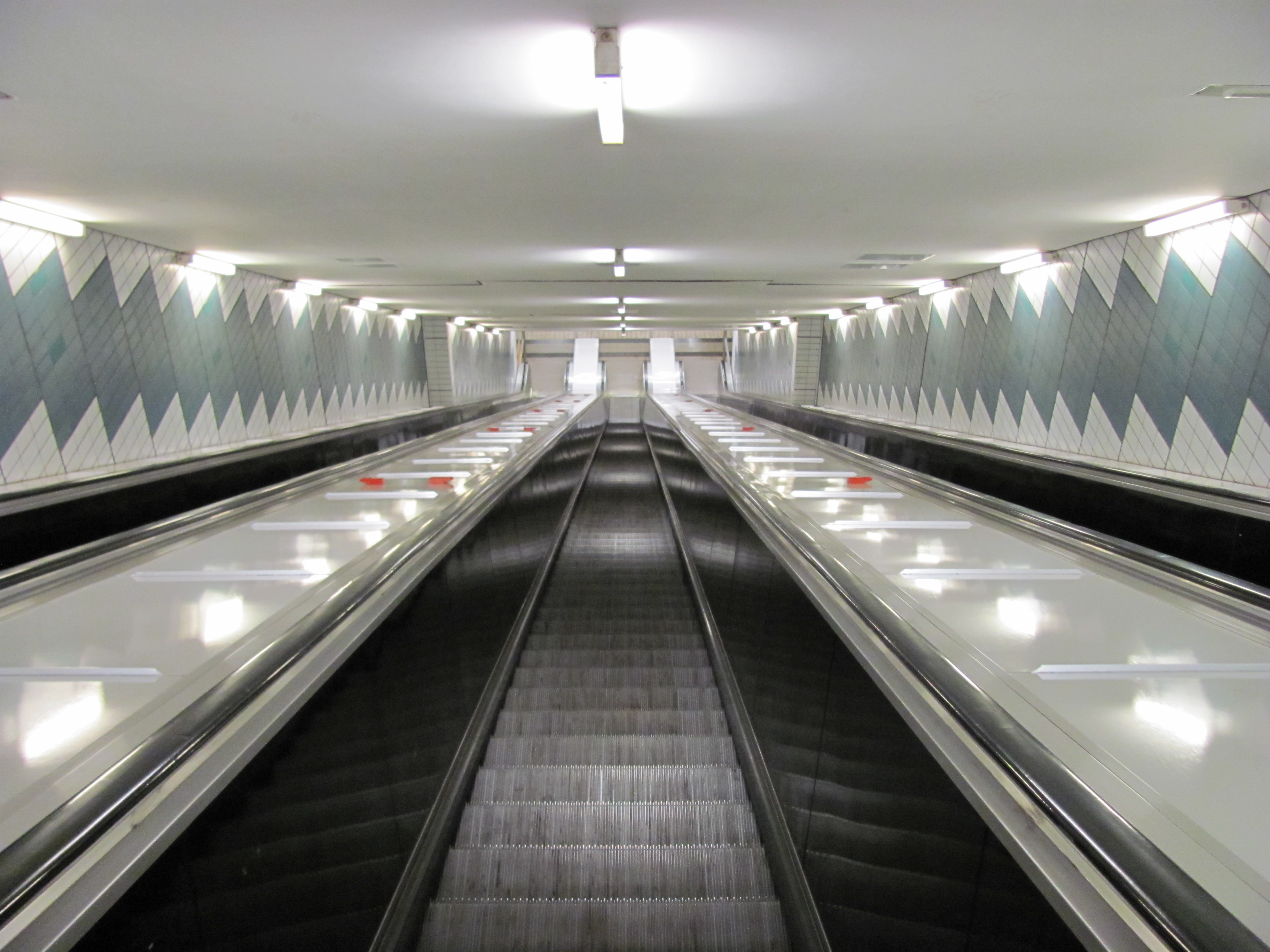
Rolltreppen im U-Bahnhof

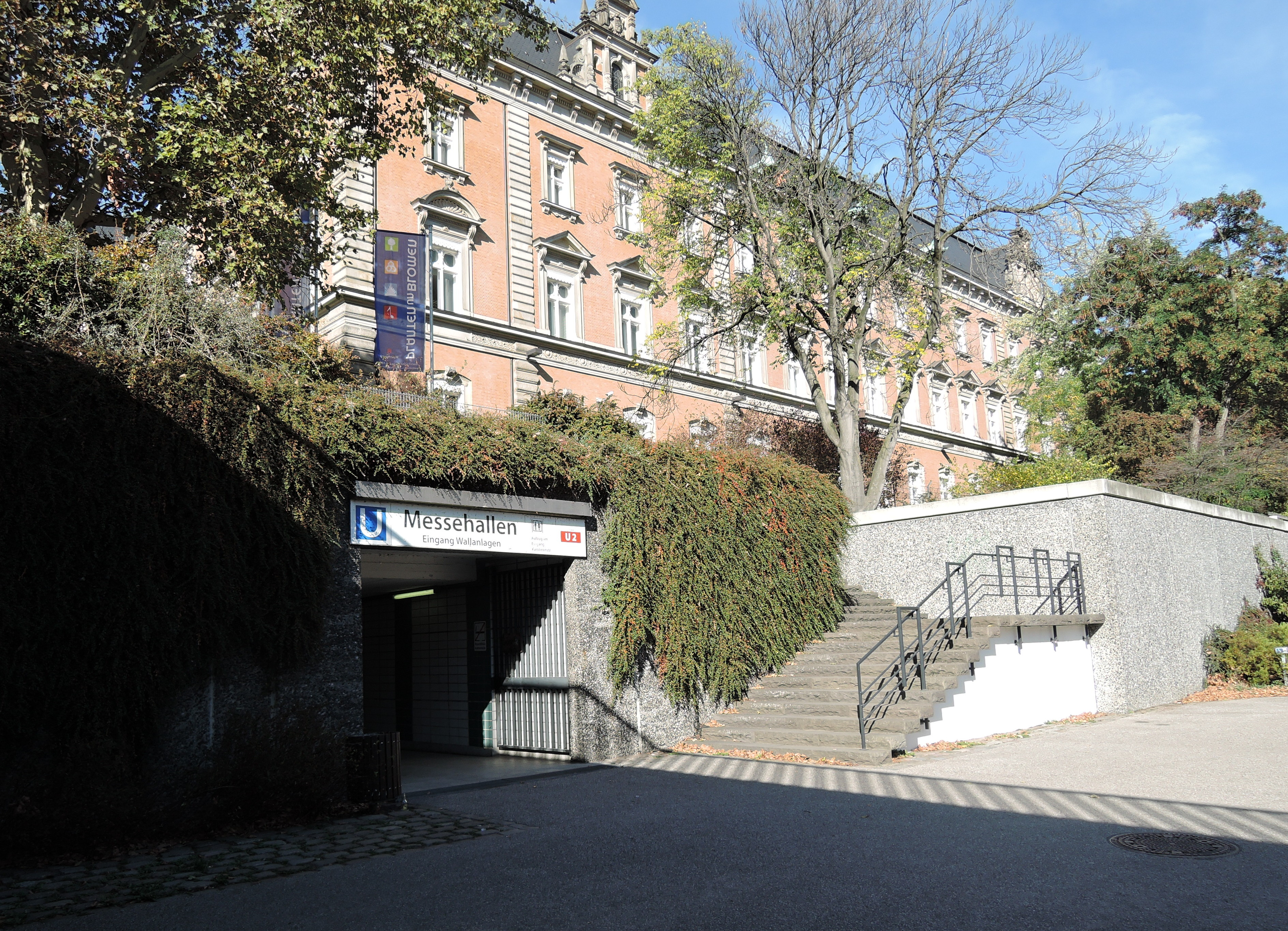
Ein-/ Ausgang „Wallanlagen“

Der U-Bahnhof Messehallen ist eine Haltestelle der Hamburger U-Bahn-Linie U2. Das Kürzel der Station bei der Betreiber-Gesellschaft Hamburger Hochbahn lautet „MH“. Der U-Bahnhof hat täglich 12.623 Ein- und Aussteiger (Mo–Fr, 2019).

## Geschichte
Der Bahnhof wurde als Teil der Innenstadtstrecke der U2 zwischen Schlump und Berliner Tor in den 1960er Jahren gebaut. Die Eröffnung fand am 31. Mai 1970 statt. Bis zur Fertigstellung des Schnellbahnknotens Jungfernstieg im Jahr 1973, mit dem ein durchgehender Verkehr der U2 möglich wurde, bediente eine Pendellinie „U22“ zwischen Schlump und Gänsemarkt den U-Bahnhof Messehallen.
In den Jahren 2007 und 2008 wurde der Bahnhof umfangreich renoviert. Die ursprüngliche Gestaltung blieb dabei weitgehend erhalten. Die Station weist zudem mit etwa 48,5 Metern Länge die längsten Fahrtreppen Hamburgs auf. Bereits 2018 wurden drei der sechs Fahrtreppen am Ausgang Richtung Marktstraße/Karolinenstraße erneuert. Bis Ende 2023 wurden drei weitere Fahrtreppen am Ausgang Sievekingplatz erneuert.

## Ausbau und Lage
Die Haltestelle Messehallen liegt etwa auf der Grenze zwischen den Stadtteilen St. Pauli (Karolinenviertel) und Neustadt. Sie befindet sich in großer Tiefe, nämlich etwa 26 Meter unter Geländeniveau. Die namensgebenden Hallen der Hamburger Messe liegen etwas nördlich des Bahnhofs.
Die Züge halten in zwei nebeneinander liegenden Bahnsteigröhren mit einem Durchmesser von je sieben Meter, die über mehrere Durchbrüche miteinander verbunden sind. Die gleiche Bauweise findet sich an der Nachbarhaltestelle Gänsemarkt. Zur besseren Unterscheidung ist die Röhre in Messehallen mit einem grünen Farbstreifen versehen worden, Gänsemarkt dagegen erhielt einen orangen.
An beiden Enden der Röhren befinden sich Zugänge, sie sind vorwiegend als Rolltreppe realisiert und führen jeweils in Zwischengeschosse. Über einen Schrägaufzug zum nördlichen Bahnsteigende ist die Station barrierefrei erreichbar.
Der Abstand zur Station Schlump ist mit etwa 1,1 Kilometer für eine U-Bahn-Strecke nahe der Innenstadt vergleichsweise groß. Bis zur Haltestelle Gänsemarkt sind es hingegen lediglich etwa 700 Meter.
| Linie | Verlauf |
| ----- | --- |
| U 2   | Niendorf Nord – Schippelsweg – Joachim-Mähl-Straße – Niendorf Markt – Hagendeel – Hagenbecks Tierpark – Lutterothstraße – Osterstraße – Emilienstraße – Christuskirche – Schlump – Messehallen – Gänsemarkt (Oper) – Jungfernstieg – Hauptbahnhof Nord – Berliner Tor – Burgstraße – Hammer Kirche – Rauhes Haus – Horner Rennbahn – Legienstraße – Billstedt – Merkenstraße – Steinfurther Allee – Mümmelmannsberg |